# Volo National Airlines 102
Il volo National Airlines 102 è stato un collegamento merci internazionale operato dalla National Airlines tra la base militare britannica Camp Bastion, Afghanistan, e l'aeroporto di Al Maktum a Dubai, con una sosta per effettuare rifornimento di carburante all'aeroporto di Bagram, Afghanistan. Il 29 aprile 2013, il Boeing 747-400 che stava operando il volo precipitò subito dopo essere decollato da Bagram, provocando la morte di tutte e sette le persone a bordo.
L'inchiesta è stata chiusa concludendo che il carico non era stato assicurato correttamente e si era quindi mosso durante il decollo, spostandosi verso il retro della stiva. Il cambiamento della distribuzione dei pesi ha causato lo stallo dell'aeromobile. Inoltre, lo spostamento del carico ha causato il danneggiamento dei sistemi di controllo di coda, rendendo incontrollabile l'aereo.,  

## L'aereo
Il velivolo coinvolto era un Boeing 747-428(BCF), con numero di registrazione N949CA, S/N 25630. Venne fabbricato nel 1993 come aereo passeggeri e successivamente modificato per il servizio come aereo cargo.
Al momento dello schianto, l'aereo stava volando per conto del Air Mobility Command dell'Aeronautica degli Stati Uniti.

## L'equipaggio
L'equipaggio era composto da 7 membri, tutti statunitensi.
Il comandante era il 34enne Brad Hasler, in servizio con la compagnia aerea dal 2004. Aveva alle sue spalle 6 000 ore di volo, di cui 440 sul Boeing 747. Il primo ufficiale era il 33enne Jamie Lee Brokaw, in servizio con la compagnia dal 2009. Aveva alle sue spalle 1 100 ore di volo, di cui 209 sul Boeing 747. Altri membri dell'equipaggio erano il 37enne Jeremy Lipka e il 32enne Rinku Shumman.
Il responsabile di carico era Michael Sheets, 36 anni, che lavorava con la Compagnia aerea dal 2010, i due meccanici erano Gary Stockdale e Tim Garrett, entrambi 51 anni.
Nessun membro dell'equipaggio è sopravvissuto allo schianto.

## L'incidente
Al momento dello schianto, la compagnia aerea stava operando un volo per conto del Air Mobility Command tra Camp Bastion e Dubai. L'aereo era decollato da Camp Bastion e aveva fatto tappa all'aeroporto di Bagram per fare rifornimento. Terminate le operazioni a terra, l'aereo decollò dalla pista 03 di Bagram alle 15:30 ora locale. All'altezza di circa 1 200 piedi (370 m), il muso del velivolo si alzò bruscamente, facendo perdere velocità e portanza al velivolo, creando una situazione di stallo. In pochi secondi, l'aereo precipitò ed esplose a poche decine di metri dalla pista da cui era decollato. Tutti i membri dell'equipaggio morirono nell'incidente.
Una dash cam installata su un'auto che transitava in prossimità della pista registrò l'accaduto, mostrando come il velivolo si inclinò pericolosamente fino ad andare in stallo e precipitando al suolo, per poi esplodere. Fortunatamente, l'aereo non impattò sulla strada adiacente alla pista, dove stavano transitando diversi veicoli civili.

## Le indagini

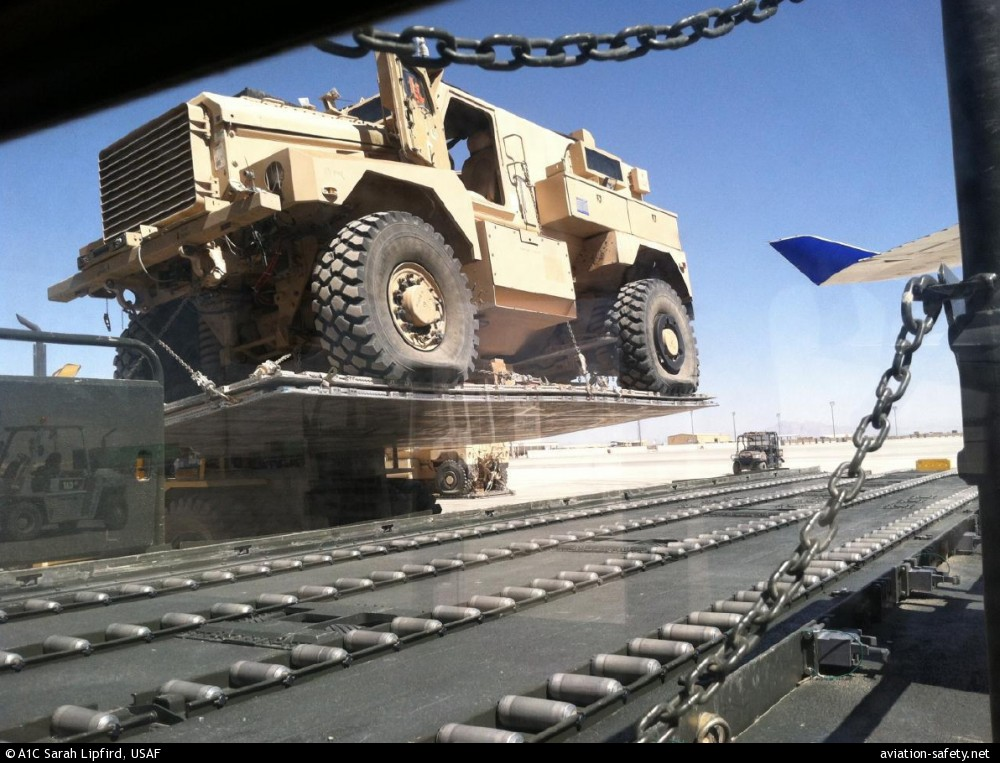
Un MRAP viene caricato sull'aeromobile a Camp Bastion il giorno dell'incidente.

Il National Transport Safety Board (NTSB) si occupò delle indagini, coadiuvato dall'Afghanistan Civil Aviation Authority. L'NTSB riferì in un comunicato stampa del 30 aprile 2013 che anche i rappresentanti della Federal Aviation Administration e della Boeing Company avrebbero fornito competenze tecniche e aiuti nelle indagini.
Il 2 giugno 2013, gli investigatori del Ministero dei Trasporti e dell'Aviazione Civile dell'Afghanistan confermarono l'ipotesi di uno spostamento del carico come causa scatenante del disastro. Nello specifico, 3 veicoli blindati e due veicoli spazzatori di mine, per un totale di circa 80 tonnellate di peso, non erano stati adeguatamente assicurati in fase di carico. I supporti che legavano uno dei veicoli blindati MRAP cedettero, causandone uno slittamento di 3,5 metri verso la coda dell'aereo, fino a far scontrare la ruota di scorta fissata sul retro del veicolo contro la paratia posteriore. L'impatto danneggiò le scatole nere poste sul retro dell'aereo oltre ai principali sistemi idraulici e la vite di arresto. Questo rese incontrollabile l'aereo, rendendo inutile qualsiasi tentativo di recupero da parte dell'equipaggio ai comandi.
L'NTSB stabilì che la probabile causa di questo incidente furono le "inadeguate procedure di National Airlines per la messa in sicurezza dei carichi speciali, il che aveva comportato un movimento improprio del carico".  Esattamente, era stato utilizzato un numero insufficiente di cinghie per ancorare il veicolo ai supporti, e le stesse erano state installate con un'inclinazione di 45° rispetto alle specifiche di carico orizzontali, il che aveva causato una notevole diminuzione della tenuta delle stesse.
Una delle raccomandazioni chiave, successive alla tragedia, fu quella di imporre un addestramento specializzato per tutti i responsabili di carico ed un percorso formativo atto a responsabilizzare gli addetti.

## Nella cultura di massa
La serie televisiva canadese Mayday (nota in Italia anche come Indagini ad alta quota) ha esaminato il caso del volo National Airlines 102 nell'episodio 10 della serie 16, chiamato "Inferno Afghano", trasmesso per la prima volta nel 2017.